# Bettrechies
Bettrechies est une commune française située dans le département du Nord, en région Hauts-de-France.

## Géographie

### Description

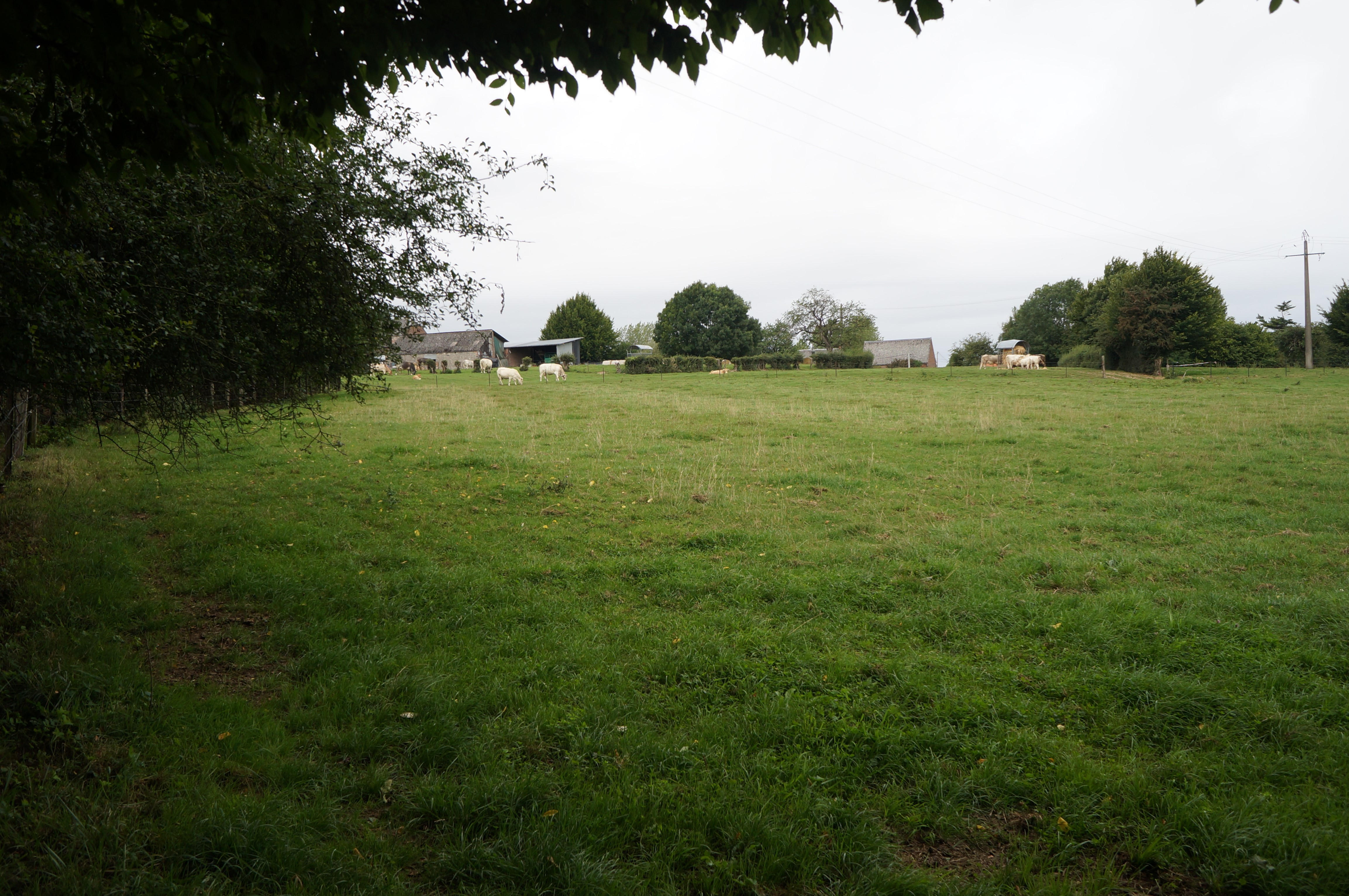
Bettrechies dans la campagne.

Bettrechies  est un village de l'Avesnois et du Hainaut, limitrophe de la Belgique, situé à 16 km à l'est de Valenciennes, 21 km au sud-ouest de Mons, 17 km à l'ouest de Maubeuge, 27 km au nord-ouest d'Avesnes-sur-Helpe et 40 km au nord-est de Cambrai.
Il est aisément accessible par le tracé initial de l'ancienne route nationale 49 qui relie Valenciennes à la Belgique.
En 2022, la ligne d'autocar 977 du réseau Arc-en-Ciel dessert le village.

### Communes limitrophes
| Gussignies    | Gussignies  | Bellignies  |
| Gussignies    | Bettrechies | Bellignies  |
| La Flamengrie | Saint-Waast | Saint-Waast |

### Hydrographie

#### Réseau hydrographique
La commune est située dans le bassin Artois-Picardie. Elle est drainée par le ruisseau de Bavay, l'Hogneau, le Riez et un autre petit cours d'eau,.
Le ruisseau de Bavay, d'une longueur de 14 km, prend sa source dans la commune de Locquignol et se jette dans l'Hogneau au niveau de la commune, après avoir traversé huit communes.
L'Hogneau est une rivière franco-belge du nord de la France (Avesnois) et Hainaut, affluent de la Haine et donc sous-affluent du fleuve l'Escaut.

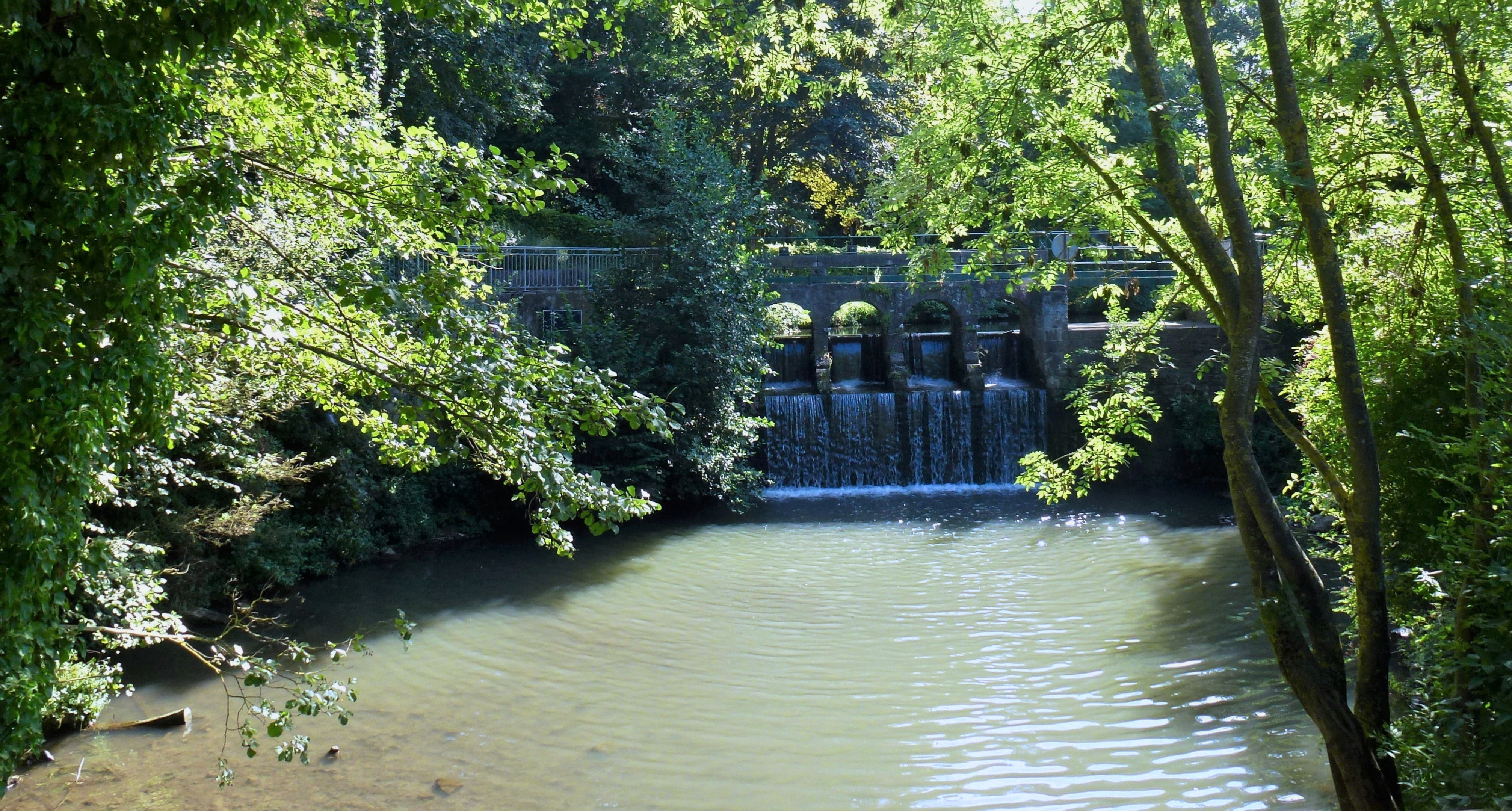
L'Ogneau dans la vallée du Marbre.
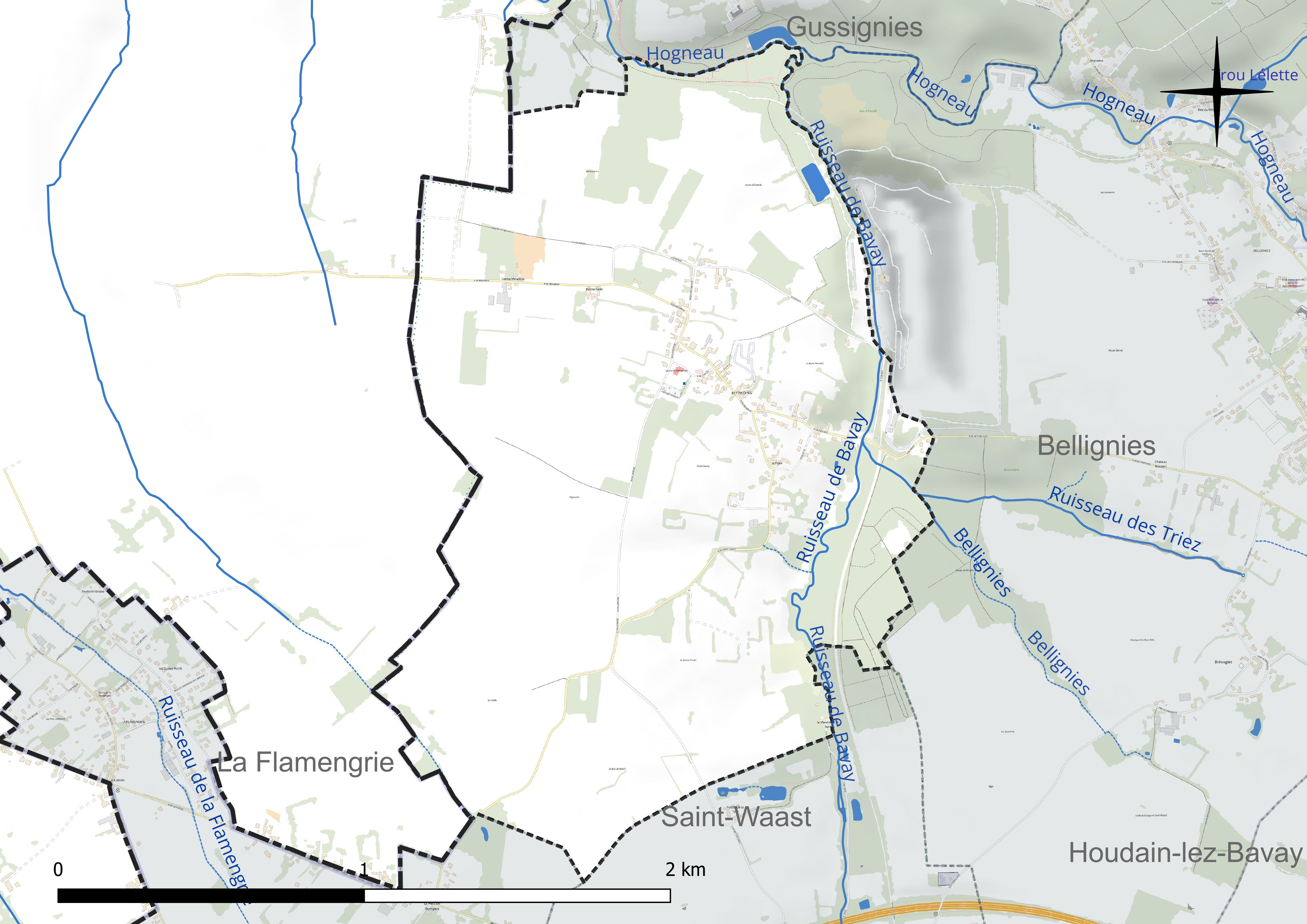
Réseau hydrographique de Bettrechies.

#### Gestion et qualité des eaux
Le territoire communal est couvert par le schéma d'aménagement et de gestion des eaux (SAGE) « Escaut ». Ce document de planification concerne un territoire de 2 005 km2 de superficie, délimité par le bassin versant de l'Escaut. Le périmètre a été arrêté le 9 juin 2006 et le SAGE proprement dit a été approuvé le 13 juillet 2021. La structure porteuse de l'élaboration et de la mise en œuvre est le syndicat mixte Escaut et Affluents (SyMEA).
La qualité des cours d'eau peut être consultée sur un site dédié géré par les agences de l'eau et l'Agence française pour la biodiversité.

### Climat
Pour des articles plus généraux, voir Climat des Hauts-de-France et Climat du Nord.
En 2010, le climat de la commune est de type climat des marges montargnardes, selon une étude du CNRS s'appuyant sur une série de données couvrant la période 1971-2000. En 2020, Météo-France publie une typologie des climats de la France métropolitaine dans laquelle la commune est exposée à un climat océanique altéré et est dans la région climatique Nord-est du bassin Parisien, caractérisée par un ensoleillement médiocre, une pluviométrie moyenne régulièrement répartie au cours de l'année et un hiver froid (3 °C).
Pour la période 1971-2000, la température annuelle moyenne est de 10 °C, avec une amplitude thermique annuelle de 15,2 °C. Le cumul annuel moyen de précipitations est de 795 mm, avec 12,9 jours de précipitations en janvier et 9,7 jours en juillet. Pour la période 1991-2020, la température moyenne annuelle observée sur la station météorologique la plus proche, située sur la commune de Valenciennes à 16 km à vol d'oiseau, est de 11,0 °C et le cumul annuel moyen de précipitations est de 694,1 mm,. Pour l'avenir, les paramètres climatiques de la commune estimés pour 2050 selon différents scénarios d'émission de gaz à effet de serre sont consultables sur un site dédié publié par Météo-France en novembre 2022.

### Milieux naturels et biodiversité
Une partie de la réserve naturelle régionale du bois d'Encade, située dans l'un des derniers massifs boisés diversifiés dans ce secteur marqué par une agriculture céréalière intensive, se trouve à Bettrechies. Il s'agit d'un petit site d'à peine plus de deux hectares qui  protège une partie des rives de l'Hogneau sur laquelle s'élevait depuis le XVIIIe siècle une usine où l'on produisait jusqu'à la Seconde Guerre mondiale des objets en marbre provenant des carrières locales. Les ruines de l'usine accueillent aujourd'hui une faune et une flore particulières.

La réserve naturelle régionale du bois d'Encade
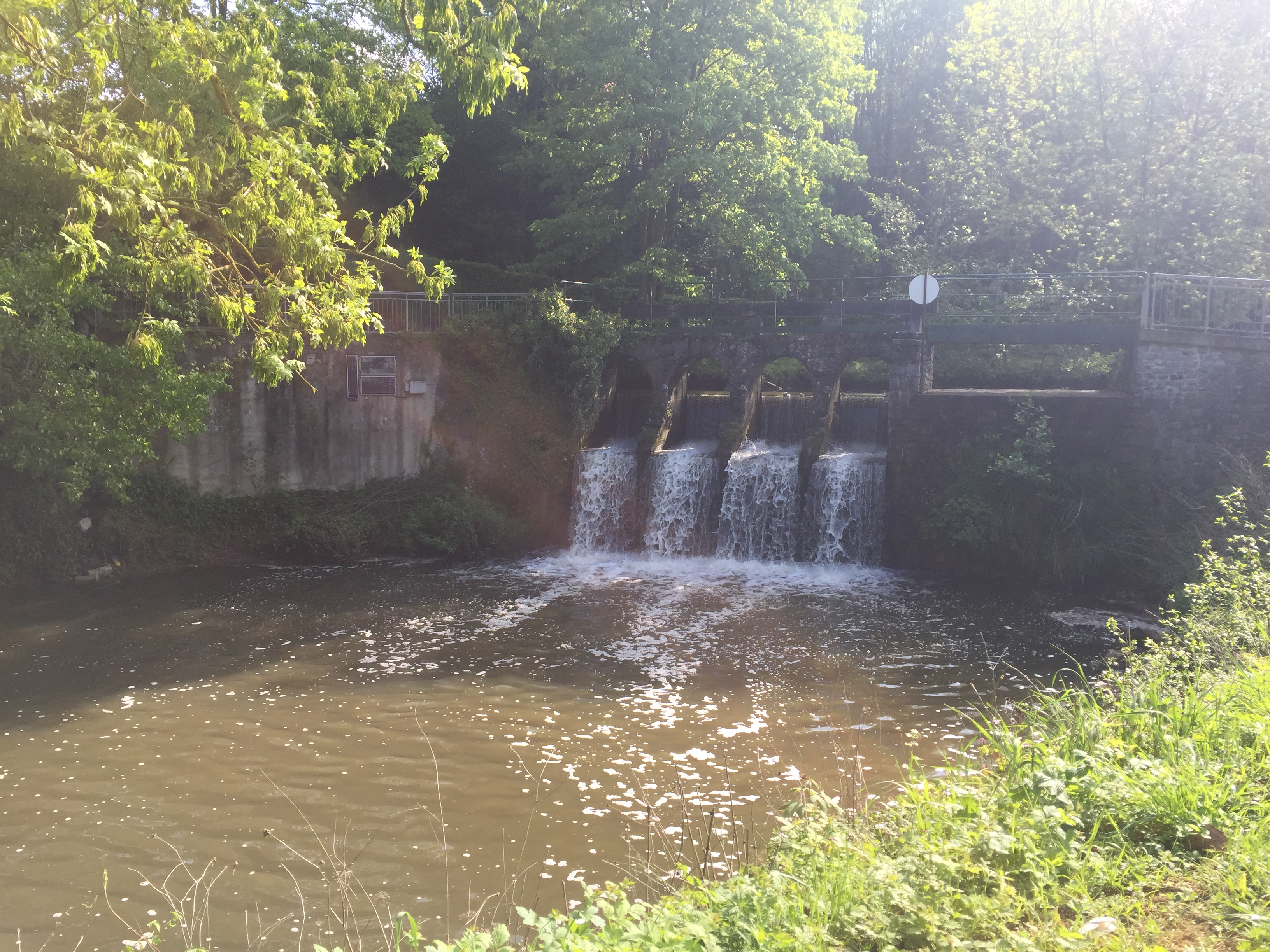
Cascade sur l'Hogneau.
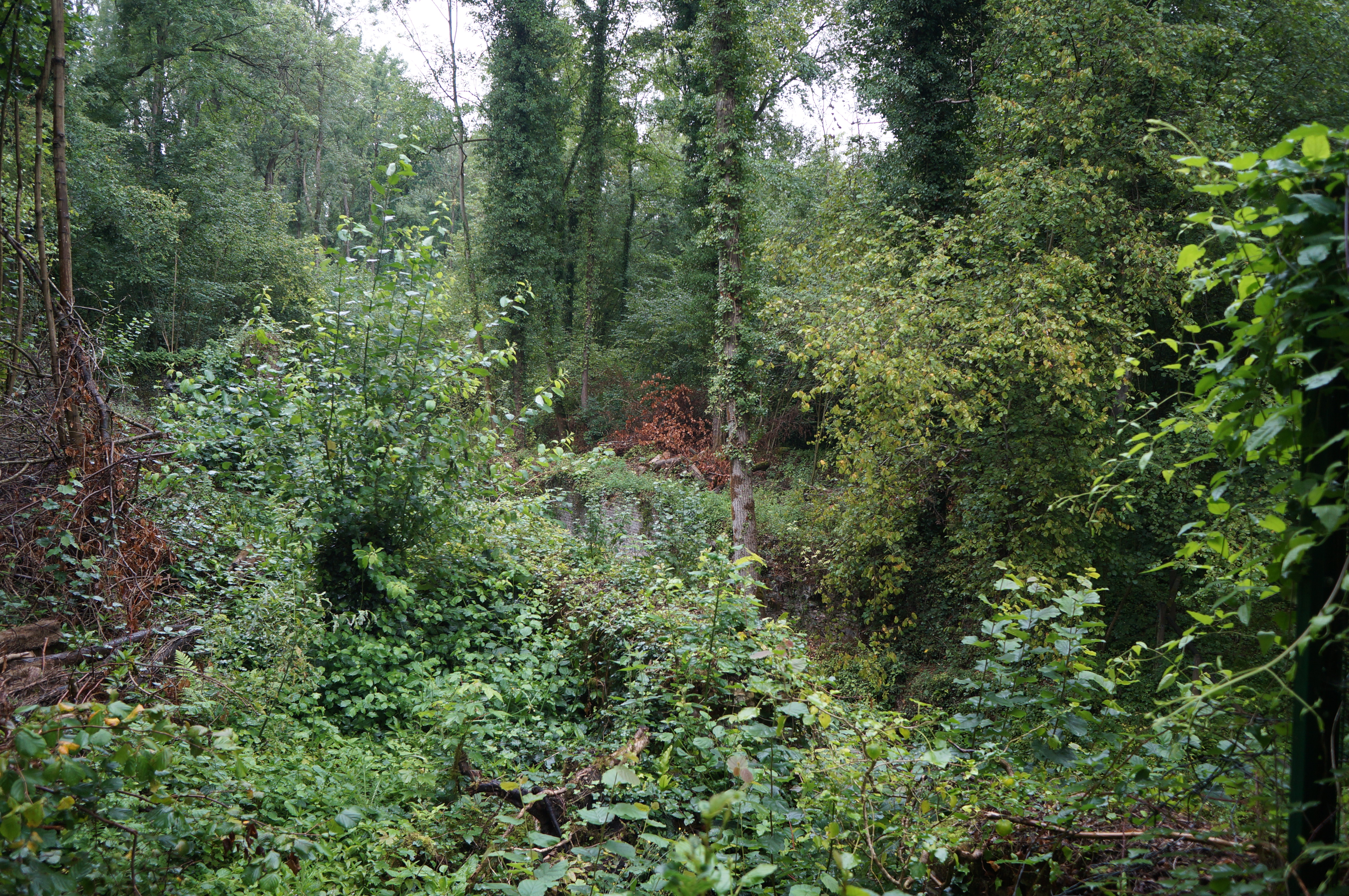
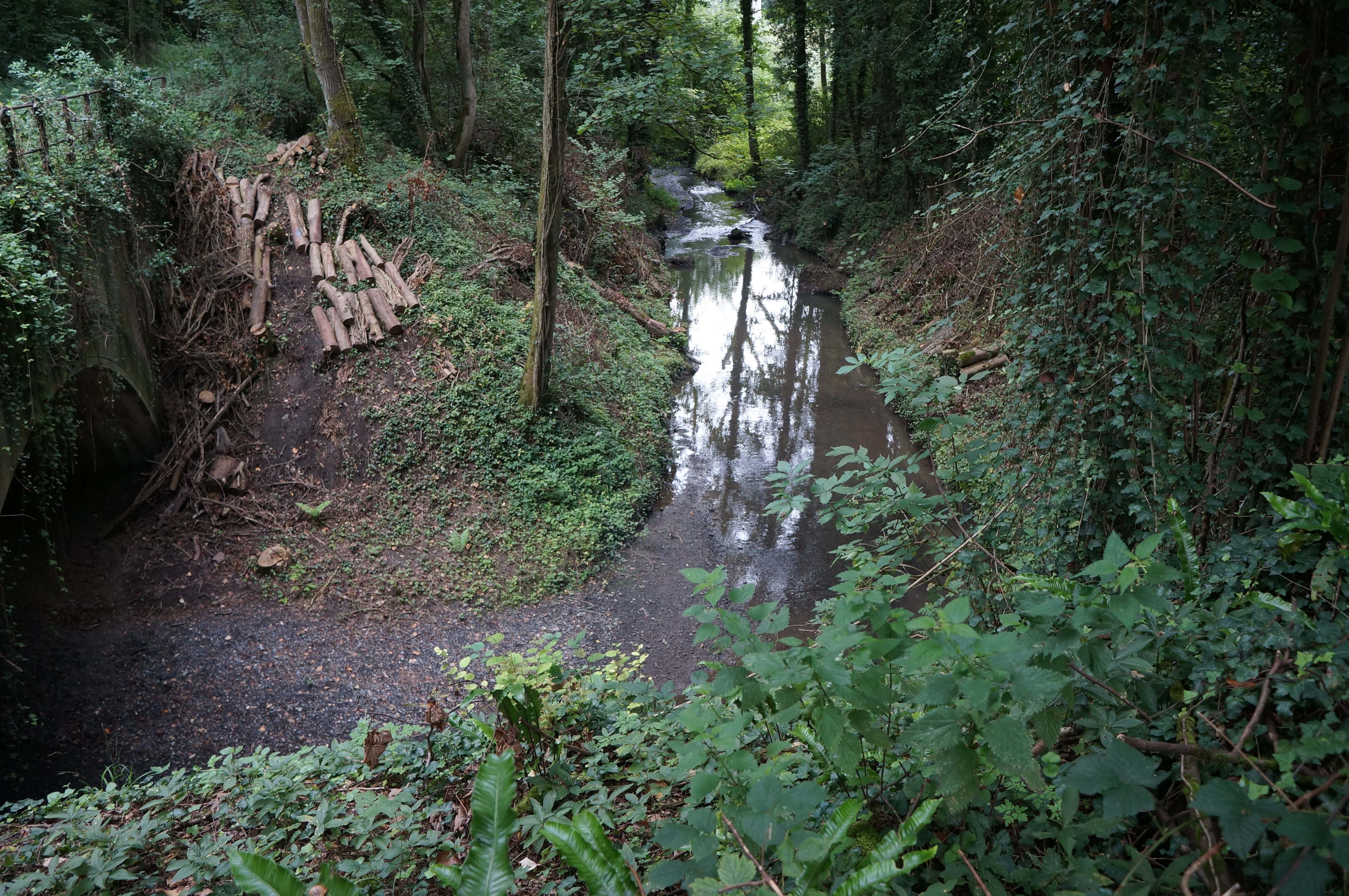
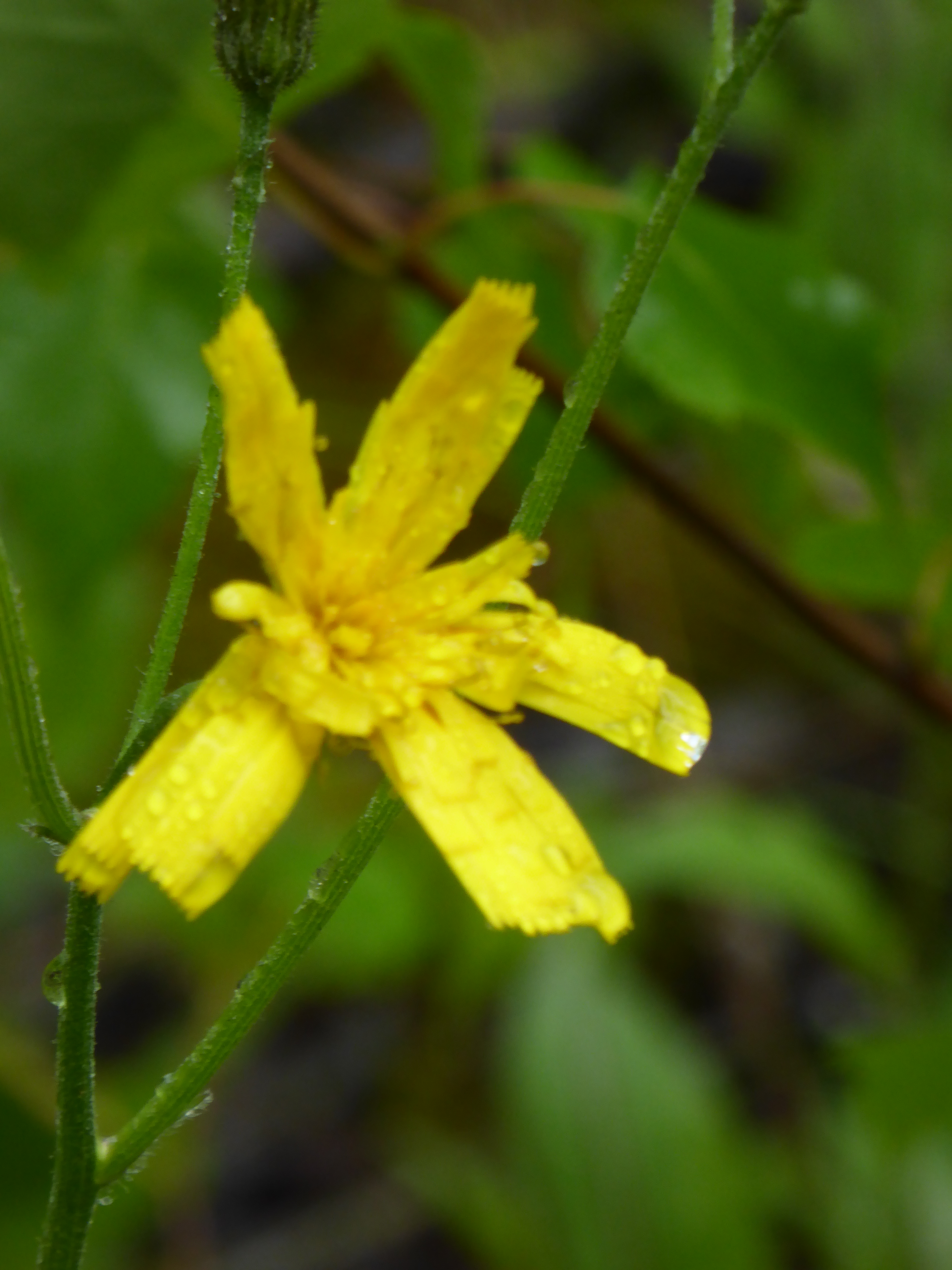
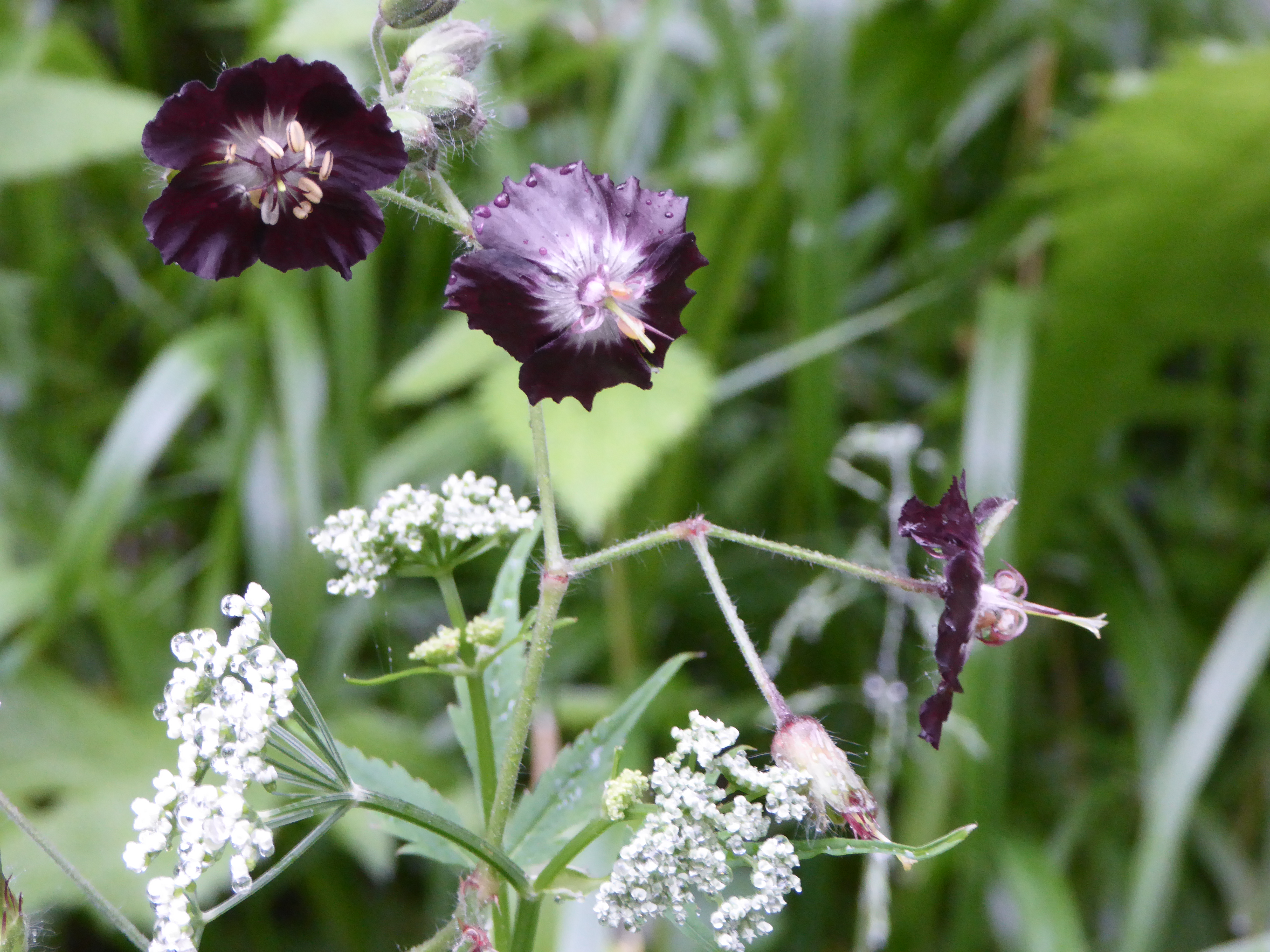

## Urbanisme

### Typologie
Au 1er janvier 2024, Bettrechies est catégorisée commune rurale à habitat dispersé, selon la nouvelle grille communale de densité à sept niveaux définie par l'Insee en 2022.
Elle est située hors unité urbaine et hors attraction des villes,.

### Occupation des sols
L'occupation des sols de la commune, telle qu'elle ressort de la base de données européenne d'occupation biophysique des sols Corine Land Cover (CLC), est marquée par l'importance des territoires agricoles (89,7 % en 2018), une proportion identique à celle de 1990 (89,7 %). La répartition détaillée en 2018 est la suivante : 
terres arables (49,3 %), prairies (23,2 %), zones agricoles hétérogènes (17,1 %), forêts (7,1 %), mines, décharges et chantiers (3,2 %). L'évolution de l'occupation des sols de la commune et de ses infrastructures peut être observée sur les différentes représentations cartographiques du territoire : la carte de Cassini (XVIIIe siècle), la carte d'état-major (1820-1866) et les cartes ou photos aériennes de l'IGN pour la période actuelle (1950 à aujourd'hui).

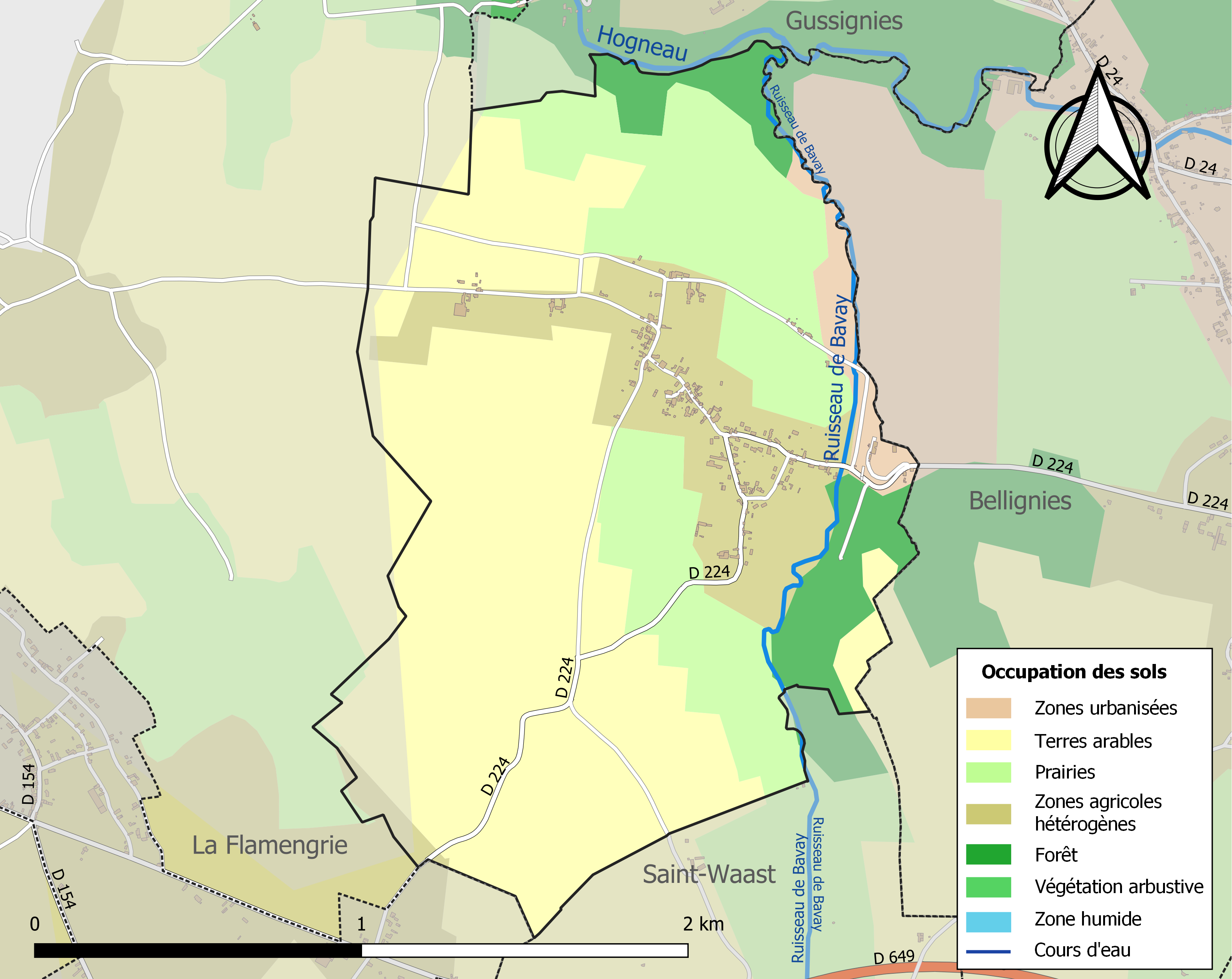
Carte des infrastructures et de l'occupation des sols de la commune en 2018 (CLC).

### Habitat et logement
En 2019, le nombre total de logements dans la commune était de 113, alors qu'il était de 119 en 2014 et de 124 en 2009.
Parmi ces logements, 86,2 % étaient des résidences principales, 0,9 % des résidences secondaires et 12,9 % des logements vacants. Ces logements étaient pour 100 % d'entre eux des maisons individuelles et pour 0 % des appartements.
Le tableau ci-dessous présente la typologie des logements à Bettrechies en 2019 en comparaison avec celle du Nord et de la France entière. Une caractéristique marquante du parc de logements est ainsi une proportion de résidences secondaires et logements occasionnels (0,9 %) inférieure à celle du département (1,6 %) mais supérieure à celle de la France entière (9,7 %). Concernant le statut d'occupation de ces logements, 80,6 % des habitants de la commune sont propriétaires de leur logement (81,7 % en 2014), contre 54,7 % pour le Nord et 57,5 pour la France entière.
| Typologie                                               | Bettrechies | Nord | France entière |
| ------------------------------------------------------- | ----------- | ---- | -------------- |
| Résidences principales (en %)                           | 86,2        | 90,6 | 82,1           |
| Résidences secondaires et logements occasionnels (en %) | 0,9         | 1,6  | 9,7            |
| Logements vacants (en %)                                | 12,9        | 7,8  | 8,2            |

## Toponymie
La localité a été désignée comme Bertrecies en 1179 (Cartulaire de l'église de Cambrai), Bietrechies en 1186 (J. de G. Ann. du Hain., XII, 339), Bietrechies en 1320 (2e Cart. du Hain), Betterchies au XVe siècle, Betersy, Betenchy, XVIIe siècle (documents topographiques) et Betrechies, en 1740.

## Histoire

### Moyen Âge
Le village de Bettrechies est donné en 646 par sainte Aldegonde à l'abbaye de Maubeuge.
En 1186, Bettrechies est une  paroisse du décanat et de la Prévôté de Bavai.

### Époque contemporaine
Au XIXe siècle, Bettrechies est connue pour l'exploitation du marbre et de la pierre bleue, car le sous-sol regorge de marbre de différentes natures : "noir moucheté"; "noir amande" ; "noir boule de neige" ou " Saint-Anne, marbre gris vert foncé"...
Le 26 novembre 1934 à 20 h 35 : chute près de la frontière belge d'une météorite à chondrite de 18 kg dont un fragment de 9 kg se trouve au musée d'Histoire naturelle de Lille, un autre d'un kilogramme à l'IRSNB (Institut royal des Sciences naturelles de Belgique) au Muséum des sciences naturelles de Belgique.

## Politique et administration

### Rattachements administratifs et électoraux

#### Rattachements administratifs
La commune se trouve dans l'arrondissement d'Avesnes-sur-Helpe du département du Nord.
Elle faisait partie depuis 1793 du canton de Bavay. Dans le cadre du redécoupage cantonal de 2014 en France, cette circonscription administrative territoriale a disparu, et le canton n'est plus qu'une circonscription électorale.

#### Rattachements électoraux
Pour les élections départementales, la commune fait partie depuis 2014 du canton d'Aulnoye-Aymeries
Pour l'élection des députés, elle fait partie de la troisième circonscription du Nord.

### Intercommunalité
Bettrechies était membre de la communauté de communes du Bavaisis, un établissement public de coopération intercommunale (EPCI) à fiscalité propre créé fin 1993 et auquel la commune avait transféré un certain nombre de ses compétences, dans les conditions déterminées par le code général des collectivités territoriales.
Cette intercommunalité a fusionné avec ses voisines pour former, le 1er janvier 2014, la communauté de communes du Pays de Mormal dont est désormais membre la commune.

### Liste des maires
Maire en 1881 : Vincent Fiévet.

Maire en 1939 : Fauqueur.
| Période                                  | Période                      | Identité          | Étiquette | Qualité  |
| ---------------------------------------- | ---------------------------- | ----------------- | --------- | -------- |
| Les données manquantes sont à compléter. |                              |                   |           |          |
| avant 1802                               | 1808                         | Pierre Debrun     |           |          |
| Les données manquantes sont à compléter. |                              |                   |           |          |
| avant 1995                               |                              | Maurice Wattier   |           |          |
| Les données manquantes sont à compléter. |                              |                   |           |          |
| mars 2001                                | juillet 2020                 | Michel Tahon      |           | Retraité |
| juillet 2020                             | En cours (au 3 janvier 2022) | Philippe Sarraute |           |          |

## Équipements et services publics
La commune s'est dotée d'une nouvelle mairie et dispose d'une salle des fêtes, le lieu de vie communal.

### Enseignement
Bettrechies relève de l'académie de Lille.
Les enfants de la commune sont scolarisés dans le cadre d'un regroupement pédagogique concentré à l'école primaire Aimé-Dewitte de Houdain-lez-Bavay.
Ils poursuivent leurs études au collège public Jean-Lemaire-de-Belges ou au collège privé Notre-Dame de l'Assomption, également à Bavay, puis au lycée des Nerviens ou au lycée professionnel privé de Bavay du Hainaut et de l'Avesnois, tous quatre à Bavay.

## Population et société

### Démographie

#### Évolution démographique
L'évolution du nombre d'habitants est connue à travers les recensements de la population effectués dans la commune depuis 1793. Pour les communes de moins de 10 000 habitants, une enquête de recensement portant sur toute la population est réalisée tous les cinq ans, les populations de référence des années intermédiaires étant quant à elles estimées par interpolation ou extrapolation. Pour la commune, le premier recensement exhaustif entrant dans le cadre du nouveau dispositif a été réalisé en 2005.

En 2022, la commune comptait 254 habitants, en évolution de +0,4 % par rapport à 2016 (Nord : +0,51 %, France hors Mayotte : +2,11 %).
| 1793 | 1800 | 1806 | 1821 | 1831 | 1836 | 1841 | 1846 | 1851 |
| ---- | ---- | ---- | ---- | ---- | ---- | ---- | ---- | ---- |
| 220  | 219  | 251  | 255  | 304  | 345  | 348  | 339  | 337  |

| 1856 | 1861 | 1866 | 1872 | 1876 | 1881 | 1886 | 1891 | 1896 |
| ---- | ---- | ---- | ---- | ---- | ---- | ---- | ---- | ---- |
| 329  | 335  | 331  | 336  | 340  | 362  | 376  | 378  | 411  |

| 1901 | 1906 | 1911 | 1921 | 1926 | 1931 | 1936 | 1946 | 1954 |
| ---- | ---- | ---- | ---- | ---- | ---- | ---- | ---- | ---- |
| 418  | 436  | 413  | 378  | 358  | 340  | 339  | 306  | 279  |

| 1962 | 1968 | 1975 | 1982 | 1990 | 1999 | 2005 | 2006 | 2010 |
| ---- | ---- | ---- | ---- | ---- | ---- | ---- | ---- | ---- |
| 297  | 270  | 253  | 286  | 235  | 246  | 243  | 243  | 247  |

| 2015 | 2020 | 2022 | - | - | - | - | - | - |
| ---- | ---- | ---- | - | - | - | - | - | - |
| 254  | 259  | 254  | - | - | - | - | - | - |

#### Pyramide des âges
La population de la commune est relativement jeune.
En 2018, le taux de personnes d'un âge inférieur à 30 ans s'élève à 37,4 %, soit en dessous de la moyenne départementale (39,5 %). À l'inverse, le taux de personnes d'âge supérieur à 60 ans est de 17,0 % la même année, alors qu'il est de 22,5 % au niveau départemental.
En 2018, la commune comptait 123 hommes pour 132 femmes, soit un taux de 51,76 % de femmes, légèrement inférieur au taux départemental (51,77 %).
Les pyramides des âges de la commune et du département s'établissent comme suit.
| Hommes | Classe d’âge | Femmes |
| ------ | ------------ | ------ |
| 0,0    | 90 ou +      | 2,2    |
| 3,2    | 75-89 ans    | 1,5    |
| 12,8   | 60-74 ans    | 14,2   |
| 32,0   | 45-59 ans    | 24,6   |
| 16,8   | 30-44 ans    | 17,9   |
| 17,6   | 15-29 ans    | 18,7   |
| 17,6   | 0-14 ans     | 20,9   |

| Hommes | Classe d’âge | Femmes |
| ------ | ------------ | ------ |
| 0,5    | 90 ou +      | 1,4    |
| 5,3    | 75-89 ans    | 8,1    |
| 14,8   | 60-74 ans    | 16,2   |
| 19,1   | 45-59 ans    | 18,4   |
| 19,5   | 30-44 ans    | 18,7   |
| 20,7   | 15-29 ans    | 19,1   |
| 20,2   | 0-14 ans     | 18     |

## Économie

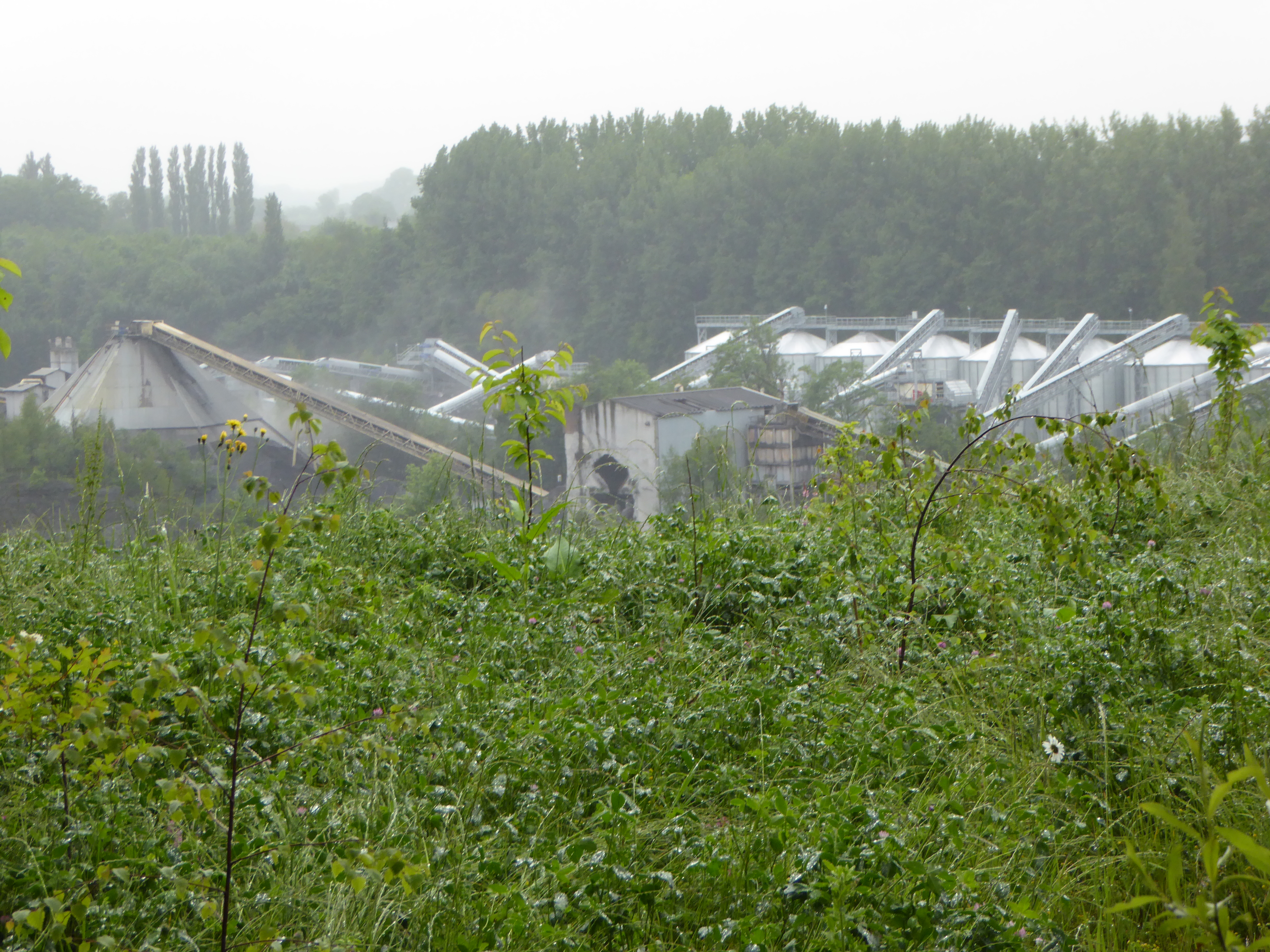
La Société d'Exploitation des Carrières de Bellignies (SECAB) vue de la La réserve naturelle régionale du bois d'Encade.

Présence d'une carrière de calcaire située à cheval sur Bettrechies et Bellignies : exploitée auparavant depuis plusieurs générations, en 1970, la SECAB (Société d'Exploitation des Carrières de Bellignies) décide d'exploiter industriellement le site. Chaque année, 950 000 tonnes de granulats sont produits par les concasseurs qui transforment la roche. Le granulat, concassé, réduit aux dimensions, calibré, est ensuite utilisé par le bâtiment et les travaux publics (production de sable et gravillon qui sera ensuite mélangé à du bitume pour les routes ou du ciment pour faire du béton). L'entreprise emploie 35 personnes (2009).

## Culture et patrimoine

### Lieux et monuments
- L'église Saint-Martin, construite en 1847.
- La fontaine de Bettrechies, placée sur la place du village et restaurée en 2011 dans le cadre d'un chantier de formation aux techniques d'entretien et de restauration du bâti ancien[17].
- Le monument aux morts.
- Le cimetière de Bettrechies héberge 28 tombes de la Commonwealth War Graves Commission de soldats morts à la libération du village le 6-8 novembre 1918[35].
- Musée du Marbre.
- Statue La danse de Salomé de l'artiste flamand Stefaan Ponette.
- Le sentier de randonnée « des carriers[36] ».

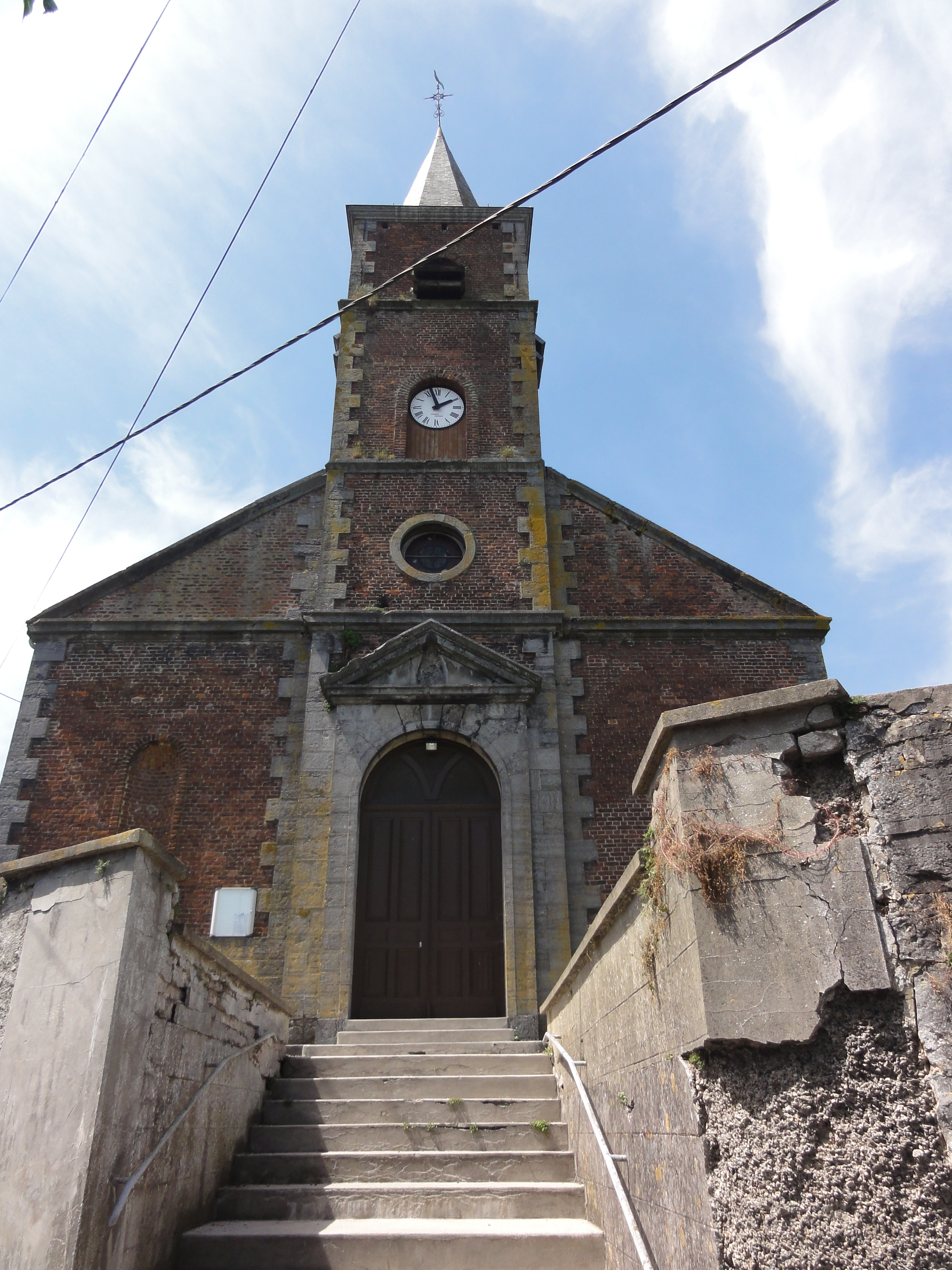
Façade de l'église.
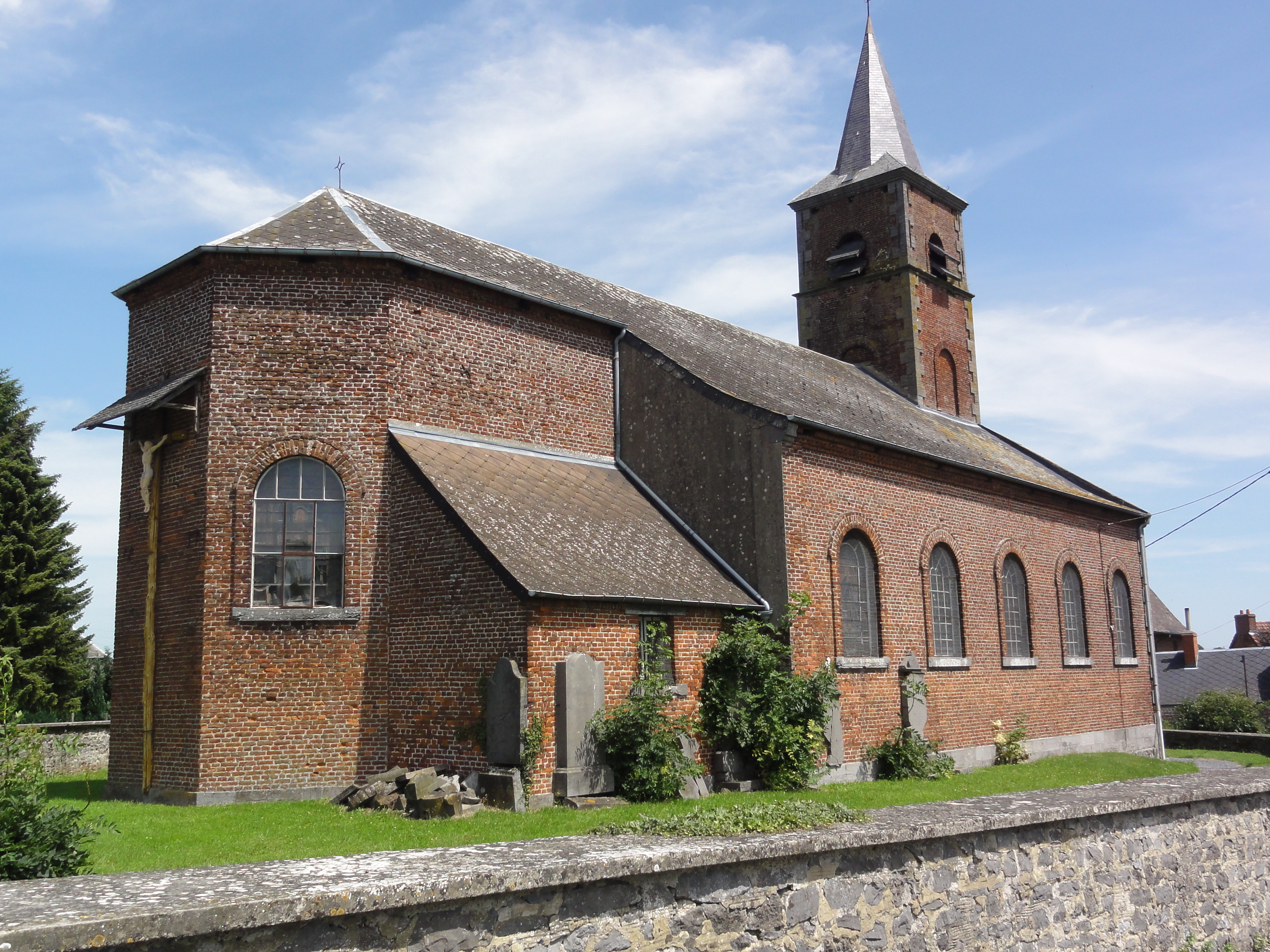
Église, vue latérale.
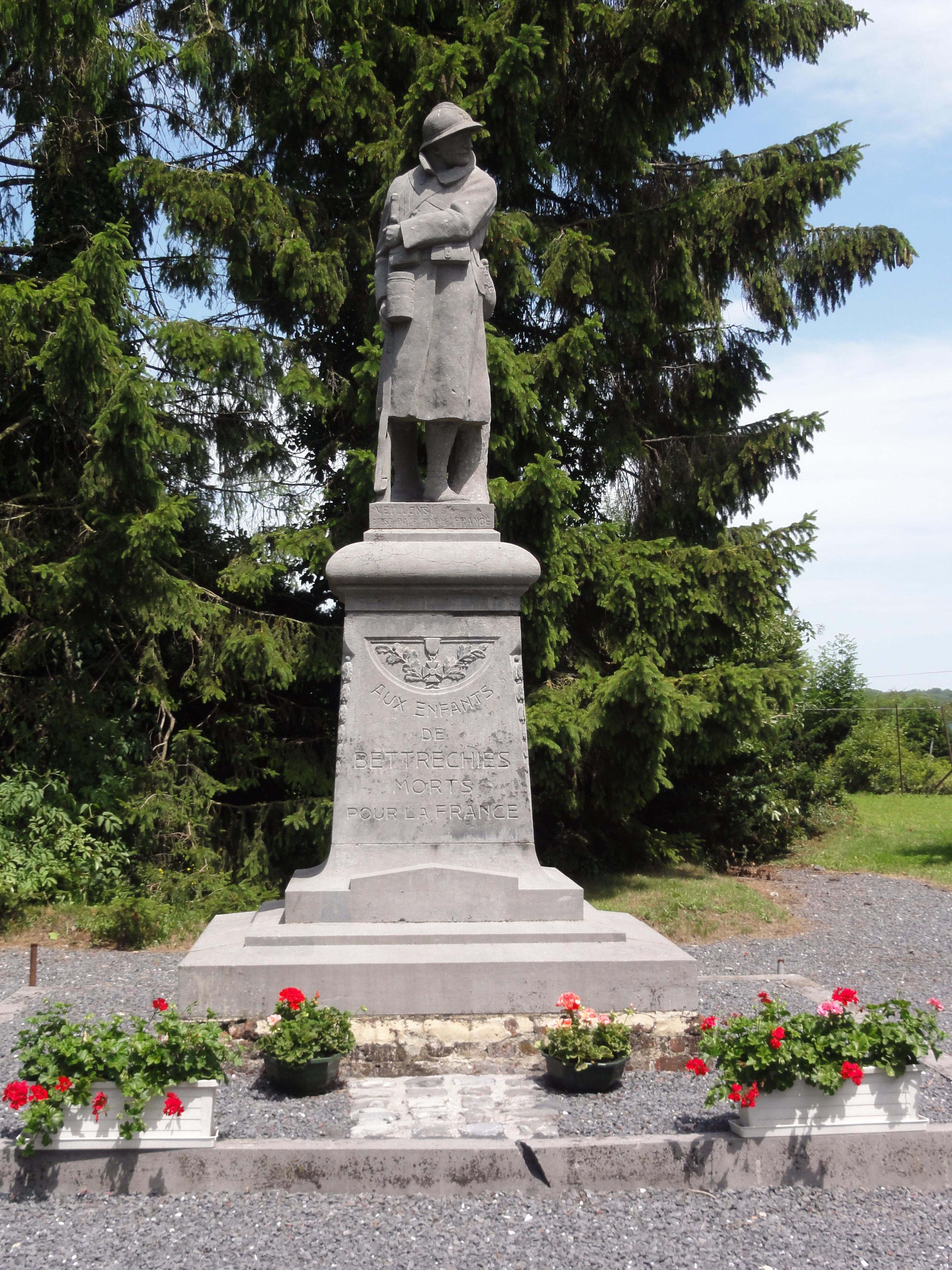
Monument aux morts.
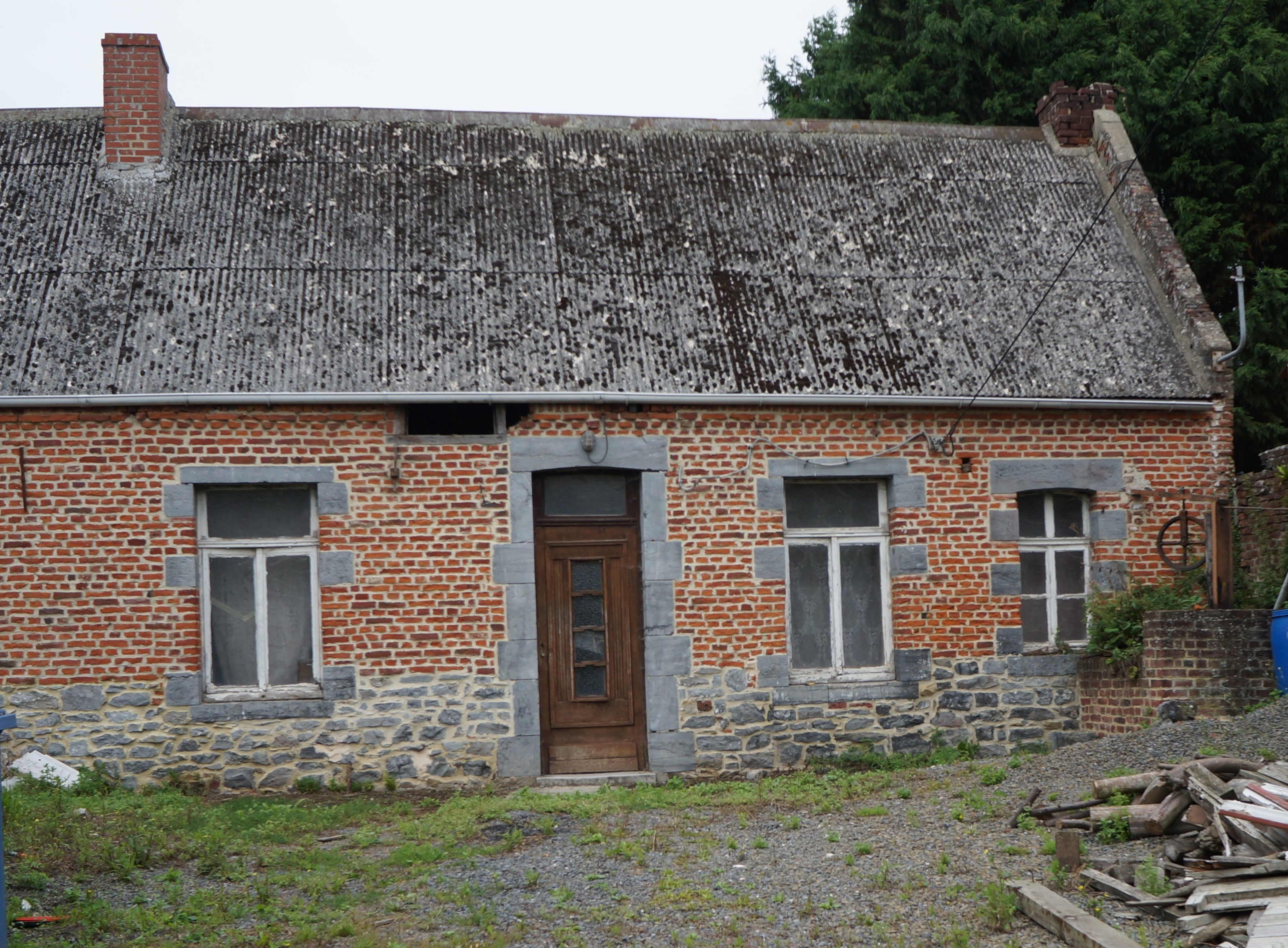
Maison typique du Hainaut.
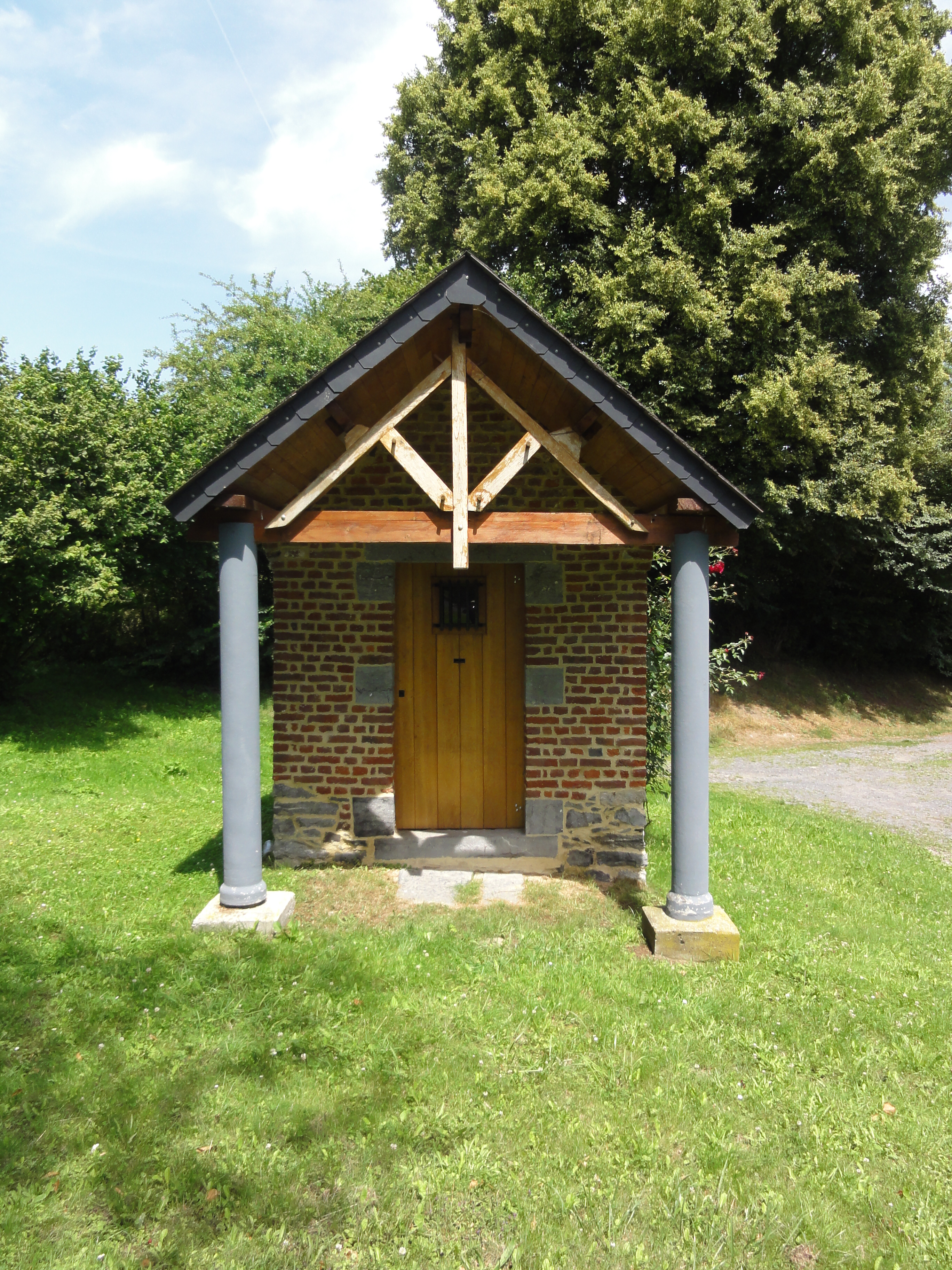
Chapelle, route de Saint-Waast.

### Personnalités liées à la commune
- Daniel Vincent (1874-1946), né à Bettrechies, homme politique, maire de Le Quesnoy, président du conseil général du Nord, député, sénateur, ministre, y est né[37].

### Héraldique
| Blason de Bettrechies | Blason  | D'or à la croix engrêlée de gueules. |
| Blason de Bettrechies | Détails | Les armes de Bettrechies sont celles de Ferry de Haynin, seigneur de Bettrechies, mort au siège d'Ostende, qui était le 4° enfant de Charles de Haynin (né en 1567) seigneur de Gussegnies et de Frémicourt et de Louise de Ruelin, dame d'Eth et de Florines, fille d'Antoine Ruellin, seigneur dudit lieu, et de Barbe de Waha, dame de Florines à Liège. Le statut officiel du blason reste à déterminer. |